# Decametra modica
Decametra modica is een haarster uit de familie Colobometridae.
De wetenschappelijke naam van de soort werd in 1911 gepubliceerd door Austin Hobart Clark.